# 셀레우코스 5세
셀레우코스 5세 필로메토르(고대 그리스어: Σέλευκος Ε΄ ὁ Φιλομήτωρ; 영어: Seleucus V Philometor; 재위 기원전 126~125)는 헬레니스틱 셀레우코스 제국의 지배자였다. 그는 데메트리오스 2세 니카토르와 클레오파트라 테아 사이의 장남으로 왕명 필로메토르는 어머니의 사랑을 의미하며 헬레니즘 세상에서는 보통 어머니가 왕자를 위해 섭정하였음을 나타낸다. 클레오파트라 테아는 셀레우코스를 죽였을 때 그는 왕권을 청구하려고 시도하였다.
| 전임 클레오파트라 테아 여왕 | 제19대 셀레우코스 왕 기원전 126년 - 기원전 125년 | 후임 안티오코스 8세 |